# Prästhyttan
Prästhyttan, f.d. järnbruk i Hedemora socken, Hedemora kommun, Dalarna (Dalarnas län). Idag är Prästhyttan en liten by, belägen vid Lustån med en 9 håls golfbana. 
Prästhyttan är ursprungligen namnet på en by där en hytta kom att anläggas under 1500-talets första hälft eller kanske något tidigare. Senare kom namnet att även användas på de smedjor och hyttor belägna längre nedströms Lustån vid Lågfors, då som Prästhytte bruk. När Prästhyttans bruk uppgick i Larsbo-Norns AB år 1875 var verksamheten troligtvis redan nedlagd.

## Historia

### Prästhyttan
Prästhyttans äldsta kända skriftliga belägg är från 1461. Det benämns då praestahytthone. Med härledningen av namnet var Prästhyttan troligen föremål för ägande eller innehav av kyrkan. Gustav Vasa förlänade Prästhyttan 1525 till fogden Lasse Västgöte. Under 1570-talet förekommer Prästhyttan tillsammans med det närbelägna Lågfors för första gången i handlingar. Efter en brand någon gång mellan 1572 och 1629 flyttades hyttan i Prästhyttan till Lågfors, beläget några kilometer nedströms Lustån. En hammare kom därefter att byggas på platsen, och år 1839 nämns att både ämnes- och stångjärnssmide bedrevs vid Prästhyttan. På en karta från 1804 finns bara ämneshammaren utsatt, och vid denna står textat Plåthammare. När hammaren vid Prästhyttan lades ned är osäkert, men det ska sannolikt ha skett före 1890.

### Lågfors/Dräcke
När hyttan vid Lågfors, som ursprungligen låg inom Dräcke bys (senare Prästhytte bruks) gränser, anlades är osäkert men det bör skett efter 1535. Hyttan förklarades som öde redan 1652. En hammare vid Lågfors omnämns för första gången 1626. I mitten av 1700-talet byggdes denna ut med en plåthammare, vilken privilegierades 1752. År 1773 privilegierades två stångjärnshammare, en spik- och en knipphammare. Plåthammaren lades samtidigt ned, spik- och knipphamrarna betraktades dock uttjänta redan 1792. När manufaktursmidet vid Lågfors slutligen lades ned är emellertid osäkert, det är dokumenterat fram till 1839. Omkring 1860 lades även stångjärnssmidet ned.
Vid Dräcke, beläget vid sjön Dräcken, fanns också en hytta samt under olika tider en eller flera smedjor. Dräcke hytta omnämns ha varit igång redan 1538. En hammare finns belagd år 1640. Troligtvis fanns det även en annan äldre eftersom det år 1656 talas om att återuppföra ”ett gammalt wärk”. Den nedre hammaren vid Dräcke betecknades ödelagd och utdömd 1703. Den övre hammaren var dock igång fram till 1774. 1837 återupptogs smidet igen för att slutligen läggas ned 1860 tillsammans med Dräcke hytta. När Prästhyttan tillsammans med Vikmanshyttan och Turbo 1875 uppgick i Larsbo-Norns AB är det således osäkert om någon bruksdrift över huvud taget fortfarande fanns kvar i området.

## Bergshistoriska lämningar
Resterna efter de olika hyttor och hamrar som tillhört Prästhyttans bruk finns idag spridda över ett ganska stort område. Vid Prästhyttans by har lämningarna efter de industriella verksamheterna delvis påverkats av senare tiders markexploateringar. Lämningarna efter hyttorna och smedjorna i Dräcke och Lågfors har klarat sig bättre.